# Brănișca
Brănișca es una comuna ubicada en el distrito de Hunedoara, Rumania.

## Superficie
Cuenta con una superficie de 78,46 kilómetros cuadrados.

## Demografía
Hasta 2021 la población era de 1554 habitantes, con una densidad de población de 19,81 habitantes por kilómetro cuadrado.